# إتس نو سيكرت
إتس نو سيكرت (بالإنجليزية: It's no Secret)‏ «إنه ليس سرا» هي أغنية للمغنية وكاتبة الأغاني الأسترالية كايلي مينوغ مأخوذة من ألبومها الأول كايلي (1988). وهي من تأليف وإنتاج فريق ستوك أيتكين واترمان، والذين أنتجوا أيضا أول أربعة ألبومات استوديو لمينوغ. أراد المنتجون إصدار الأغنية بنية أن تكون الخامسة بين أغاني كايلي، ولكن نظرا للنجاح الذي حققه دويتو كايلي مع جايسون دونوفان في أغنية «إسبشلي فور يو»، والذي استمر خلال فترة عيد الميلاد عام 1988 وبداية العام الجديد التالي، فلم تصدر هذه الأغنية إلا في حفنة من البلدان. الأغنية هي ثالث أغنية لكايلي تصدر في الولايات المتحدة، حيث وصلت إلى المراكز الأربعين الأولى على بيلبورد هوت 100.

## الخلفية
كان من المقرر أصلا أن يتم إصدار هذه الأغنية في جميع أنحاء العالم، إلا أنها ألغيت في معظم المناطق لصالح «هاند أون يور هارت»، وهي أغنية جديدة أصدرت في أبريل 1989 وكانت أول ما أصدر من ألبومها الثاني «إنجوي يورسيلف». تم إصدار الأغنية فقط في الولايات المتحدة ونيوزيلندا وكندا واليابان. تم استخدام لقطة شاشة من مقطع الفيديو الخاص بأغنية «إتس نو سيكريت» كلقطة لغطاء قرص وعلبة كاسيت «هاند أون يور هارت»، في حين تم استخدام الأغنية نفسها أيضًا كوجه ثاني للأغنية اللاحقة «وودنت تشينج أ ثينغ» التي صدرت في يوليو 1989.
نظرًا لهذا الإصدار المحدود وبلا تسويق، لم تحقق الأغنية نجاحًا تجاريًا كبيرًا، ولكنها حققت نجاحًا كافيًا للترويج للألبوم الأم "Kylie" الذي تم إصدارها منه. دخلت «إتس نو سيكريت» قائمة الأغاني النيوزلندية في المركز 47، وبقيت في هذا المركز لأسبوع واحد فقط، ليكون هذا أسوء إصدار لمينوغ في البلاد حتى الآن. في فبراير 1989، وصلت الأغنية إلى المركز 37 على قائمة بيلبورد هوت 100 في الولايات المتحدة، وبقيت على القائمة لما مجموعه ثلاثة عشر أسبوعًا، ما جعلها إحدى أطول أغاني كايلي بقاء على تلك القائمة. حققت الأغنية نجاحاً أكبر في اليابان حيث بلغت ذروتها في المرتبة الرابعة في ديسمبر 1988، لتصبح خامس أغنية لكايلي على التوالي تصل للعشرة الأوائل في هذا البلد في أقل من عام.
تم تصوير فيديو مصاحب للأغنية في أستراليا بلد مينوغ. ويروي قصة مبهمة مع مينوغ وهي تتجادل مع صديقها لأنه يظل يأخذ المال منها، وفي النهاية تكتشف أنه يهتم بفتاة أخرى. وتمشي وتفكر بعلاقتها غير السعيدة حتى تنهي علاقتها به في النهاية. تظهر مينوغ في المشهد الأخير وهي يمشي بسعادة على سكة الحديد، وهي وحيدة مجددا. هذا الفيديو هو أول مجموعة الفيديو الرسمية الثانية لمينوغ، «كايلي: فيديوهات 2»، التي تم إصدارها في المملكة المتحدة وأستراليا في نوفمبر 1989، وحققت نجاحا تجاريا.
روّجت مينوغ للأغنية بأن أدتها على الحفلة الحية في هيبودروم على التلفزيون البريطاني، كما غنتها في الولايات المتحدة على برنامج أرسينيو هول ونادي إم تي في.

## الأغنية المصورة
تم تصوير المقطع في بورت دوغلاس في كوينزلاند. ويبدأ مع مشهد كايلي وراء منضدة مطعم، وصديقها يطلب منها المال، وتراه لاحقا مع فتاة أخرى ويخرج من المطعم. بعد ذلك تظهر وهي تنزل من قطار وتسير على القضبان قطار بين حقول القصب، تصل إلى منزل على الشاطئ، وتغني لصورة لصديقها السابق، وتجلس بجوار شلال، وتصل إلى حمام السباحة في منتجع ميراج في بورت دوغلاس وأخيراً إلى الشاطئ.

## القوائم
| القائمة (1988)                     | أفضل موقع |
| ---------------------------------- | --------- |
| كندا                               | 22        |
| اليابان (أوريكون)                  | 4         |
| نيويلندا (ريكورديد ميوزك إن زيت)   | 47        |
| بيلبورد هوت 100 (الولايات المتحدة) | 37        |

## وصلات خارجية
- كلمات الأغنية الكاملة على مترولايركس